# Pteronemobius cantor
Pteronemobius cantor är en insektsart som beskrevs av Otte, D. och Perez-gelabert 2009. Pteronemobius cantor ingår i släktet Pteronemobius och familjen syrsor. Inga underarter finns listade i Catalogue of Life.